# مرسيدس عباد
مرسيدس عباد (بالإسبانية: Mercedes Abad) هي صحفية وكاتِبة إسبانية، ولدت في 1961 في برشلونة في إسبانيا.

## وصلات خارجية
- مرسيدس عباد على موقع IMDb (الإنجليزية)